# クルト・シュヴァーエン

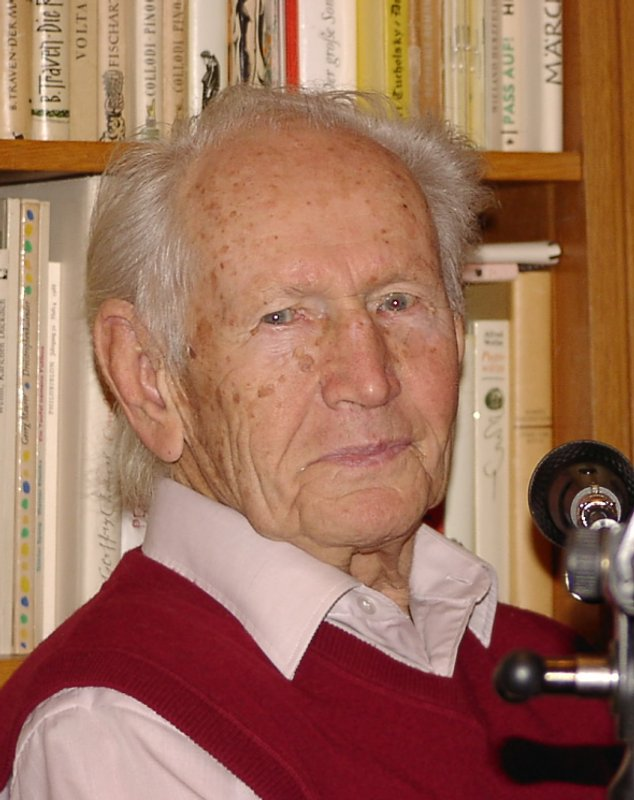
クルト・シュヴァーエン

クルト・シュヴァーエン（Kurt Schwaen, 1909年6月21日 - 2007年10月9日）は、ドイツの作曲家。「シュヴェーン」とする片仮名表記もみられるが、ドイツ語の標準的な発音は「シュヴァーエン」であり、注意が必要である。

## 生涯
シュレージエンのカトヴィッツ（現ポーランド領カトヴィツェ）出身。1929年から1933年までベルリンやブレスラウの大学で学び、クルト・ザックスやアルノルト・シェーリング(de:Arnold Schering)の教えを受けた。1930年にハンス・アイスラーと出会い、作曲のスタイルに大きな影響を受けた。反ファシズム学生運動に参加し、ドイツ共産党に入党したため1935年から1938年まで拘束された。
第二次世界大戦後はベルリンで、アマチュア音楽団体・合唱団・音楽学校・室内楽団のために作曲したり、出版社のアドバイザーを務めるなど音楽文化の再建に尽力した。1953年から1956年までベルトルト・ブレヒトとともに仕事をした。1961年に東ドイツ芸術アカデミーの会員となり、1965年から1970年まで音楽部門の長を務めた。1962年から1978年まで東ドイツ国立民俗音楽委員会の委員長を務め、さらに1973年から1981年までライプツィヒの子ども音楽劇場の監督であった。東ドイツ政府より多くの賞を受け、1983年にはカール・マルクス大学（現ライプツィヒ大学）から名誉博士の称号を贈られた。作品は620以上に及ぶ。

## 主な作品

### 舞台作品
- オペラ『ピノキオの冒険』
- カンタータ『ミダス王』

### 管弦楽曲
- オスティナート56
- シンフォニエッタ
- クラリネット・トランペットとオーケストラのための協奏曲
- ピアノ協奏曲第1番
- ピアノ協奏曲第2番『ベトナム風協奏曲』
- ヴァイオリン協奏曲

### 室内楽曲
- コンチェルティーノ〜バルトークへのオマージュ（チェロとピアノのための）

### マンドリン・オーケストラ
- アーベントムジーク〜4つの歌
- 4つの民族舞曲
- マンドリン・ギターとマンドリン・オーケストラのための協奏風組曲

## 文献
- Kurt Schwaen: Stufen und Intervalle. Ein Komponist zwischen Gesellschafts- und Notensystemen. Autobiographie. Die blaue Eule, Essen 1996, 2005 (2., erw. Aufl.) ISBN 3-89924-137-1
- Kurt Schwaen. in: Edition Text u. Kritik. Komponisten der Gegenwart (KGD). Hrsg. v. H.-W. Heister, W. W. Sparrer. Richard Boorberg, München 1992ff, ISBN 3-88377-810-9
- Festschrift. Kurt Schwaen zum 85. Geburtstag. Hrsg. v. Ekkehard Ochs und Nico Schüler. Frankfurt am Main; Berlin; Bern; New York; Paris; Wien: Lang, 1995. (= Greifswalder Beiträge zur Musikwissenschaft. 1), ISBN 3-631-47552-7.
- Verband der Komponisten und Musikwissenschaftler der DDR: Komponisten und Musikwissenschaftler der Deutschen Demokratischen Republik. Verlag Neue Musik, Berlin 1959, S. 171ff.